# Tournon-sur-Rhône
Tournon-sur-Rhône (okcitansko Tornon) je naselje in občina v jugovzhodni francoski regiji Rona-Alpe, podprefektura departmaja Ardèche. Leta 2006 je naselje imel 10.582 prebivalcev.

## Geografija
Kraj se nahaja v pokrajini Languedoc ob desnem bregu reke Rone in njenem pritoku Doux, nasproti Tain-l'Hermitaga (departma Drôme).

## Uprava
Tournon-sur-Rhône je sedež istoimenskega kantona, v katerega so poleg njegove vključene še občine Arras-sur-Rhône, Boucieu-le-Roi, Cheminas, Colombier-le-Jeune, Eclassan, Étables, Glun, Lemps, Mauves, Ozon, Plats, Saint-Barthélemy-le-Plain, Saint-Jean-de-Muzols, Sarras, Sécheras, Vion z 21.544 prebivalci.
Naselje je tudi sedež okrožja, sestavljenega iz kantonov Annonay-Jug/Sever, Le Cheylard, Lamastre, Saint-Agrève, Saint-Félicien, Saint-Martin-de-Valamas, Saint-Péray, Satillieu, Serrières, Tournon-sur-Rhône in Vernoux-en-Vivarais s 123.731 prebivalci.

## Zanimivosti
- grad - muzej Château de Tournon iz 14. do 16. stoletja,
- kamniti most Pont Grand čez reko Doux v dolžini 49,2 m predstavlja enega največjih mostov pred letom 1600, grajen v letih 1379 - 1583,
- renesančna utrdba z vrati in stolpi,
- Licej Gabriel Faure, ustanovljen 1536, je drugi najstarejši licej v Franciji, imenovan po pisatelju Gabrielu Faureju (1877-1962), doma iz Tournona,
- kolegial s cerkvijo Saint-Julien de Brioude.

## Pobratena mesta
- Erba (Lombardija, Italija),
- Fellbach (Baden-Württemberg, Nemčija).